# Sainte-Christine (Puy-de-Dôme)
Sainte-Christine é uma comuna francesa na região administrativa de Auvérnia-Ródano-Alpes, no departamento Puy-de-Dôme. Estende-se por uma área de 12,58 km². Em 2010 a comuna tinha 131 habitantes (densidade: 10,4 hab./km²).